# بروس آدلر
بروس آدلر (انگلیسی: Bruce Adler ‏ ۲۷ نوامبر ۱۹۴۴ – ۲۵ ژوئیهٔ ۲۰۰۸) بازیگر اهل ایالات متحده آمریکا بود.
او بین سال‌های ۱۹۷۹ تا ۲۰۰۸ میلادی فعالیت می‌کرد. او در صداگذاری فیلم‌های علاءالدین دیزنی در سال ۱۹۹۲ و علاءالدین و پادشاه دزدان در سال ۱۹۹۶ نقش داشت.